# Años 2030
La década de los años 2030, llamada también como decenio de los 2030, década de 2030, años 2030 o años 30, será la próxima década del calendario gregoriano, iniciará el 1 de enero de 2030 y finalizará el 31 de diciembre de 2039.

## Predicciones notables y otros eventos
- En diciembre de 2009, la Oficina del Censo de Estados Unidos proyectó una población mundial de 8400 millones para el año 2030.[1]
- Según las proyecciones de la ONU presentadas en noviembre de 2022, la población mundial alcanzará los 8500 millones de habitantes en 2030 y los 9000 millones en 2037.[2][3]
- Según la ONU, 2030 será el año límite para mitigar o reducir los efectos del cambio climático.[4]
- 2030: la capa de hielo del polo Ártico alcanzará un nuevo récord mínimo.[cita requerida]
- 2030: según el demografista francés Emmanuel Todd, este año la población del mundo alcanzará el 100 % de alfabetización.[5]
- 2030: según la teoría de Olduvai comienza el fin de la civilización industrial moderna.
- 13 de noviembre de 2032: Tránsito de Mercurio.
- 2033: emprenderán una misión tripulada a Marte con el programa Aurora.[cita requerida]
- 2035: en la Unión Europea se dejarán de vender vehículos de combustión (diésel y gasolina), para comenzar la transición al vehículo eléctrico, según el Pacto Verde Europeo.
- 2035: en Rusia planifican poner en práctica la teleportación cuántica.[6]
- 2036: sondas irán a explorar el sistema estelar Alfa Centauri.[7]
- 2037: la NASA tiene como objetivo llevar astronautas a Marte, probablemente usando la nave Orión, en el marco del proyecto Constelación y el programa Artemis.[cita requerida]
- 19 de enero de 2038: fallarán los sistemas computacionales de 32 bits, haciendo que el tiempo sea igual al del año 1901.[8]
- 2038: los Archivos Nacionales de EE. UU. revelarán el secreto del asesinato de John F. Kennedy.[cita requerida]
- 2039: según la Oficina del Censo de Estados Unidos, la población estadounidense alcanzará los 400 millones de habitantes.

## Eventos ficticios
- 2030: los hechos ocurren en Londres futurista en Watch Dogs: Legion.
- 2030: tienen lugar algunas escenas del anime The Robotech Masters.
- 2030: tiene lugar los sucesos de la serie How I Met Your Mother.
- 2030 y 2031: tienen lugar los sucesos de la tercera y cuarta temporada de la telenovela argentina Casi ángeles.
- 2030 a 2033: tienen lugar los acontecimientos de la serie estadounidense de televisión Hora de aventura.
- 2030 a 2033: ocurren los eventos de la franquicia Bubblegum Crisis
- 2032, 4 de julio: en el marco de la saga Terminator, el androide de la tercera película (representado por Arnold Schwartzenegger) asesina al protagonista John Connor.
- 2031 a 2044: tienen lugar algunas escenas del anime The New Generation.
- 2032 a 2034: tienen lugar parte de los sucesos del manga en línea Fairy Power.
- 2033: tienen lugar los sucesos de la película 2033.
- 2033: ambientación del videojuego Metro 2033.
- 2033 a 2037: ambientación de la primera temporada la serie Mars.
- 2034: según la novela futurista de Elliot Ackerman y de James G. Stavridis, es el año en el que comienza la Tercera guerra mundial por un conflicto entre China y Estados Unidos.
- 2035: tienen lugar los sucesos de la película Yo, robot.
- 2035: es cuando comienzan los acontecimientos de la película Misión rescate
- 2035 a 2037: ambientación del videojuego por computadora, Helium 3, de Discovery Channel.
- 2036: es el año del cual proviene supuestamente John Titor.
- 2037: tienen lugar los sucesos de la película la familia del futuro.
- 2037: en la película La máquina del tiempo, el protagonista, después de viajar al año 2030 y no encontrar una respuesta, viaja al año 2037. Las operaciones en la Luna causan que esta se salga de su órbita y comiencen a caer pedazos a la Tierra.
- 2038: tienen lugar los sucesos del videojuego Detroit: Become Human.
- 2039 a 2041: tienen lugar los sucesos del Videojuego The Last of Us Part II.

## Deporte
- 2030: Copa Mundial de Fútbol de 2030, en conmemoración a los 100 años del primer mundial de fútbol.
- 2032: se realizarán los Juegos Olímpicos y Paralímpicos en Brisbane.
- 2034: Copa Mundial de Fútbol de 2034, a realizarse en Arabia Saudita.